# Zevar vzpřímený
Zevar vzpřímený (Sparganium erectum, syn.: Sparganium ramosum) je druh jednoděložné rostliny, podle systému APG III patří do čeledi orobincovitých (Typhaceae).

## Popis
Jedná se o vytrvalou bažinnou až vodní rostlinu s oddenkem, kořenící v zemi. Listy jsou jednoduché, střídavé, přisedlé, uspořádané do 2 řad. Čepele jsou celistvé, čárkovité, se souběžnou žilnatinou. Květy jsou ve složených květenstvích, hustých kulovitých hlávkách, hlávky jsou uspořádány do laty (nikoliv do jednoduchého hroznu jako je tomu u zevaru jednoduchého). Jedná se o jednodomou rostlinu, květy jsou jednopohlavné, oddělené do zvláštních částí květenství, dole jsou hlávky samičí, nahoře samčí. Okvětí je šupinovité, volné, v 1-2 přeslenech. Okvětních lístků 3-4, vzácněji 1-6, okvětní lístky jsou na špičce červenohnědé. Samčí květy obsahují 3 tyčinky, vzácněji 1-6 tyčinek (závisí to na poloze květu v květenství). Pyl se šíří pomocí větru. V samičích květech je gyneceum složené z 1-2 plodolistů, monomerické nebo synkarpní. Semeník je svrchní. Plodem je peckovice s 1 peckou nebo oříšek, také záleží na interpretaci.

## Rozšíření ve světě
Zevar vzpřímený roste skoro po celé Evropě, kromě úplného severu, zasahuje i do západní Asie. Mapa rozšíření zde: subsp. erectum – , subsp. neglectum: .

## Rozšíření v Česku
V České republice roste celkem běžně od nížin až po nižší horské polohy. Často vytváří monodominantní porosty charakteru rákosin: as. Sparganietum erecti  Roll 1938 ze sv. Phragmition communis Koch 1926.

## Variabilita
Jedná se o druh značně variabilní, proto je rozlišováno několik poddruhů, které se liší hlavně znaky na plodech. V ČR to jsou:
- zevar vzpřímený pravý (Sparganium erectum subsp. erectum)
- zevar vzpřímený vejcoplodý (Sparganium erectum subsp. oocarpum)
- zevar vzpřímený drobnoplodý (Sparganium erectum subsp. microcarpum)
- zevar vzpřímený přehlížený (Sparganium erectum subsp. neglectum)